# Лаверн Бейкер
Лаве́рн Бе́йкер (англ. LaVern Baker), справжнє ім'я Дело́рес Е́ванс (англ. Delores Evans; 11 листопада 1929, Чикаго, Іллінойс — 10 березня 1997, Нью-Йорк) — американська ритм-енд-блюзова співачка. У 1991 році включена до Зали слави рок-н-ролу.

## Біографія
Народилась 11 листопада 1929 року в Чикаго, штат Іллінойс. У дитинстві співала у баптистській церкві. Її тіткою була співачка Мемфіс Мінні. У віці 17 років розпочала кар'єру співачки в клубі Club DeLisa в Чикаго, де виступала під сценічним ім'ям Літтл Місс Шеркроппер. Ненадовго змінила ім'я на Бей Бейкер, коли записувалась на OKeh у 1951 році з гуртом Wolverines Моріса Кінга, потім стала іменуватися Ла-Верн, коли приєдналась до гурту Тодда Роудса в якості вокалістки у 1952 році (вона співала баладу «Trying» на записі Роудса для лейблу King Records в Цинциннаті).
Підписала контракт з Atlantic як солістка у 1953 році, де дебютувала з піснею «Soul on Fire». Її пісня «Tweedlee Dee» у 1955 році стала хітом в ритм-енд-блюзовому і поп чартах; пізніше Джорджія Гіббс перезаписала її на Mercury. У цей період випустила низку хітів, зокрема «Bop-Ting-a-Ling», «Play It Fair», «Still» і «Jim Dandy», усі з яких потрапили в топ-10 ритм-енд-блюзового чарту.
У 1963 році залишила Atlantic, перейшовши на Brunswick, де випустила невеликий хіт спільно з соул-співаком Джекі Вілсоном «Think Twice» у 1966 році. Їздила у В'єтнам як артистка, потім оселилась на Філіппінах, де працювала директоркою з розваг військовій базі США в Субік-Бей.
У 1988 році повернулась до США і виступила на святкуванні 40-ї річниці Atlantic в Нью-Йорку на «Медісон-сквер-гарден». У 1991 році була включена до Зали слави рок-н-ролу як виконавиця. 
Її здоров'я погіршилось через ускладнення від діабету, у 1995 році їй було ампутовано обидві ноги до коліна. Продовжувала виступати до самої смерті. Померла 10 березня 1997 року в Нью-Йорку у віці 67 років.

## Дискографія

### Альбоми
- LaVern (Atlantic, 1956)
- LaVern Baker (Atlantic, 1957)
- Sings Bessie Smith (Atlantic, 1958)
- Precious Memories: La Vern Baker Sings Gospel (Atlantic, 1959)
- Blues Ballads (Atlantic, 1959)
- Saved (Atlantic, 1961)
- Richard Rodgers' No Strings. An After-Theatre Version  (Atlantic, 1962)
- See See Rider (Atlantic, 1963)
- Let Me Belong to You (Brunswick, 1970)

### Сингли
- «Tweedlee Dee»/«Tomorrow Night» (Atlantic, 1954) (R&B #4, US #14)
- «Jim Dandy»/«Tra La La» (Atlantic, 1956) (R&B #1, US #17)
- «I Cried a Tear»/«Dix-a-Bill» (Atlantic, 1958) (R&B #2, US #6)
- «See See Rider»/«The Story of My Love» (Atlantic, 1962) (R&B #9, US #34)